# Polyrhachis follicula
Polyrhachis follicula é uma espécie de formiga do gênero Polyrhachis, pertencente à subfamília Formicinae.